# 迪倫斯泰因山
46°40′24″N 12°11′04″E / 46.67333°N 12.18444°E
迪倫斯泰因山（義大利語：Picco di Vallandro），是意大利的山峰，位於該國東北部，由博爾扎諾-南蒂羅爾自治省負責管轄，屬於多羅米蒂山的一部分，海拔高度2,839米。